# Kazuna Takase
Kazuna Takase (髙瀨 和楠 Takase Kazuna?), född 6 augusti 1999 i Tokyo prefektur, är en japansk fotbollsspelare.
Takase började sin karriär 2017 i FC Tokyo.